# Xã Sydna, Quận Ransom, Bắc Dakota
Xã Sydna (tiếng Anh: Sydna Township) là một xã thuộc quận Ransom, tiểu bang Bắc Dakota, Hoa Kỳ. Năm 2010, dân số của xã này là 194 người.